# Kaitlyn Dever
Kaitlyn Rochelle Dever (n. 21 decembrie 1996, Phoenix, Arizona, SUA) este o actriță americană. Ea a devenit cunoscută pentru rolurile sale în seriale precum Justified (2011–2015), Last Man Standing (2011–2021), Unbelievable (2019) și Dopesick (2021).
Dever a avut roluri secundare în filmele Bad Teacher (2011), The Spectacular Now (2013), Short Term 12 (2013), Detroit (2017), Beautiful Boy (2018), Dear Evan Hansen (2021) și Ticket to Paradise (2022). Rolurile sale principale în film au fost în Them That Follow (2019), Booksmart (2019), Rosaline (2022) și No One Will Save You (2023).

## Filmografie

### Film
| An   | Titlu                                   | Rol               |
| ---- | --------------------------------------- | ----------------- |
| 2009 | An American Girl: Chrissa Stands Strong | Gwen Thompson     |
| 2011 | Bad Teacher                             | Sasha Abernathy   |
| 2011 | Cinema Verite                           | Michelle Loud     |
| 2011 | J. Edgar                                | Palmer's Daughter |
| 2013 | The Spectacular Now                     | Krystal           |
| 2013 | Short Term 12                           | Jayden Cole       |
| 2014 | Laggies                                 | Misty             |
| 2014 | Men, Women & Children                   | Brandy Beltmeyer  |
| 2017 | All Summers End                         | Grace Turner      |
| 2017 | We Don't Belong Here                    | Lily Green        |
| 2017 | Detroit                                 | Karen Malloy      |
| 2017 | Outside In                              | Hildy Beasley     |
| 2018 | The Front Runner                        | Andrea Hart       |
| 2018 | Beautiful Boy                           | Lauren            |
| 2019 | Them That Follow                        | Dilly Picket      |
| 2019 | Booksmart                               | Amy Antsler       |
| 2020 | Coastal Elites                          | Sharynn Tarrows   |
| 2021 | Dear Evan Hansen                        | Zoe Murphy        |
| 2022 | Ticket to Paradise                      | Lily Cotton       |
| 2022 | Rosaline                                | Rosaline          |
| 2023 | Next Goal Wins                          | Nicole Megaloudis |
| 2023 | No One Will Save You                    | Brynn             |
| 2023 | Good Grief                              | Lily Kayne        |

### Televiziune
| An      | Titlu                          | Rol              |
| ------- | ------------------------------ | ---------------- |
| 2009    | Make It or Break It            | Adorable Girl    |
| 2009    | Modern Family                  | Bianca Douglas   |
| 2010    | Private Practice               | Paige            |
| 2010    | Party Down                     | Escapade Dunfree |
| 2011    | The Mentalist                  | Trina            |
| 2011–15 | Justified                      | Loretta McCready |
| 2011    | Curb Your Enthusiasm           | Kyra O'Donnell   |
| 2011–21 | Last Man Standing              | Eve Baxter       |
| 2019    | Unbelievable                   | Marie Adler      |
| 2020    | Home Movie: The Princess Bride | Westley          |
| 2020    | Monsterland                    | Toni / Jennifer  |
| 2021    | The Premise                    | Abbi Miller      |
| 2021    | Dopesick                       | Betsy Mallum     |
| 2024    | The Last of Us                 | Abby Anderson    |